# تصاحب جيني

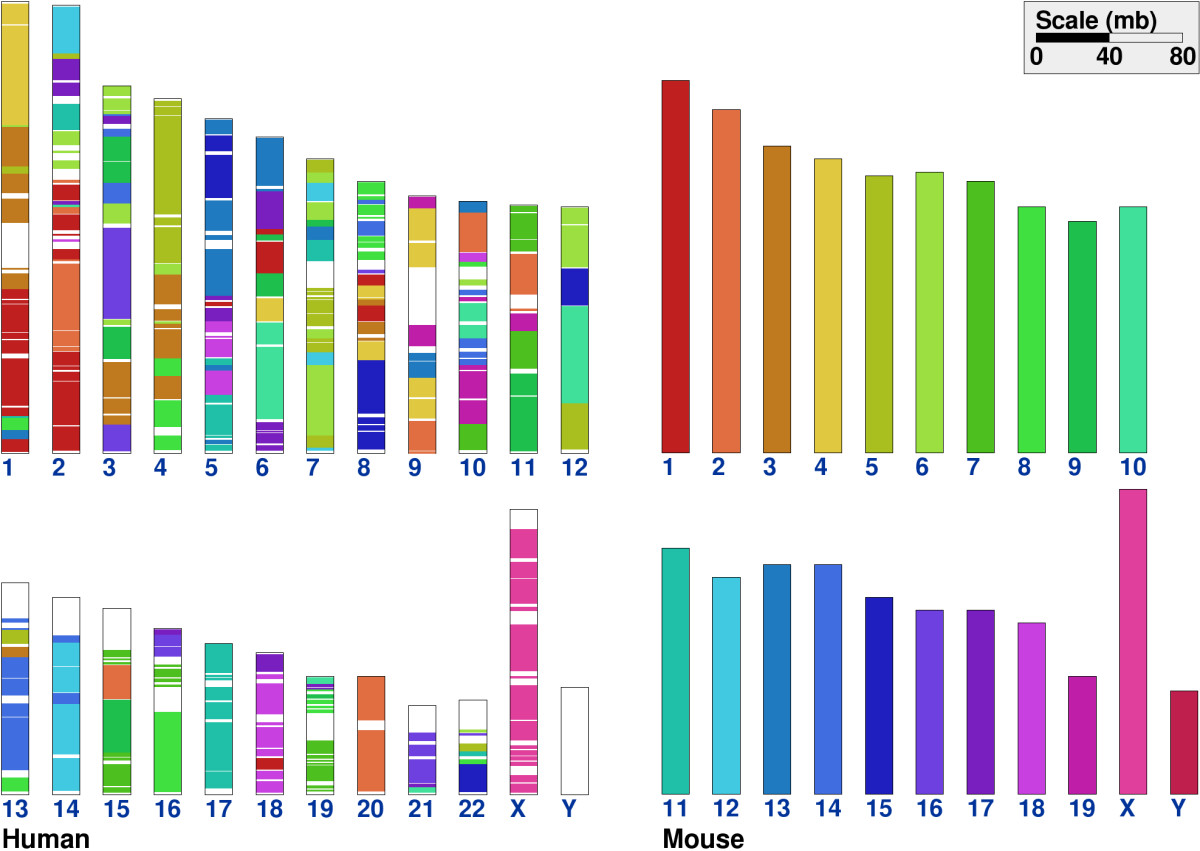
التوافق بين الكروموسومات البشرية والفأرية. تشير الألوان إلى مناطق متماثلة. على سبيل المثال ، تكون المتواليات المتجانسة لكروموسوم الفأرة 1 في المقام الأول على الكروموسومات البشرية 1 و 2 ، ولكن أيضًا 6،8 و 18. الكروموسوم X متزامن تمامًا في كلا النوعين تقريبا.

في علم الوراثة الكلاسيكي , يعرف التصاحب الجيني أو التزامن، على انه التوطين المادي المشترك للمكان الجيني على نفس الكروموسوم داخل الفرد أو الفصيلة. اليوم، علماء الوراثة يشيرون إلى التصاحب الجيني عادة باعتباره التحفظ على كتل النظام داخل مجموعتين من الكروموسومات التي يتم مقارنتها مع بعضها البعض.
يرتبط المفهوم الكلاسيكي بالارتباط الجيني من حين فكرة ان إنشاء الروابط بين موقعي كروموسومات يتم من خلال مراقبة ترددات إعادة التركيب أقل من المتوقع بينهما. على النقيض من ذلك، فإن أي مكان على نفس الكروموسوم يعرف بالتصاحب الجيني (التزامن) ، حتى إذا كان لا يمكن تمييز تردد إعادة تركيبه عن الموقع غير المرتبط من خلال التجارب العملية. و بالتالي، من الناحية النظرية، تكون جميع المواقع المرتبطة متزامنة، ولكن ليس كل المواقع المتزامنة مرتبطة بالضرورة. وبالمثل، في علم الجينوم ، فإن الموقع الجيني على الكروموسوم متزامن بغض النظر عما إذا كان يمكن إنشاء هذه العلاقة من خلال طرق تجريبية مثل تسلسل / تجميع الحمض النووي ، أو المشي الجينومي، أو التوطين الجسدي أو رسم «خرائط الهاب».
يستخدم طلاب علم الوراثة مصطلح متزامنة لوصف الحالة التي تم فيها تعيين موقعين جينيين للكروموسوم نفسه ولكن لا يزال من الممكن فصلهما بمسافة كبيرة بما فيه الكفاية في وحدات الخريطة التي لم يتم إثبات الارتباط الوراثي فيها.
تقدم موسوعة بريتانكا (Britanca) الوصف الأتي للتزامن:
لقد أتاح التسلسل الجيني ورسم الخرائط مقارنة بين الهياكل العامة للجينوم للعديد من الأنواع المختلفة. الاستنتاج العام هو أن الكائنات الحية ذات الاختلاف الحديث نسبيًا تُظهر كتلًا متشابهة من الجينات في المواضع النسبية نفسها في الجينوم. تسمى هذه الحالة التزامن، وتُترجم تقريبًا على أنها تمتلك تسلسلات كروموسوم مشتركة. على سبيل المثال، العديد من جينات البشر متزامنة مع جينات الثدييات الأخرى. ليس فقط القرود ولكن أيضًا الأبقار والفئران وما إلى ذلك. يمكن أن توضح دراسة التوافق النشط كيفية قطع الجينوم ولصقه في سياق التطور.

## في علم أصول الكلمات
التصاحب الجيني أو التزامن هو مصطلح حديث «يعني على نفس الشريط» ؛
و في اليونانية :
σύν ، syn = مع + ταινία ، tainiā = النطاق
في إشارة إلى نفس ترتيب الجينات في سلسلتين (متماثلتين) من الحمض النووي (أو الكروموسومات).

## التصاحب الجيني المشترك
يصف التصاحب الجيني المشترك (المعروف أيضًا باسم التزامن المحفوظ) التوطين المشترك المحفوظ للجينات على الكروموسومات من الأنواع المختلفة. أثناء التطور،  قد تؤدي إعادة الترتيب إلى الجينوم مثل انتقال الكروموسومات إلى فصل موقعين، مما يؤدي إلى فقدان التزامن بينهما. على العكس من ذلك، يمكن أن تنقل الانتقالات قطعتين منفصلتين سابقًا من الكروموسومات معًا، مما يؤدي إلى اكتساب التزامن بين المواقع. يمكن للتزامن المشترك الأقوى من المتوقع أن يعكس الاختيار للعلاقات الوظيفية بين الجينات المتزامنة، مثل مجموعات الأليات التي تكون مفيدة عندما تُورث معًا، أو الآليات التنظيمية المشتركة.
يستخدم المصطلح أحيانًا أيضًا لوصف عملية الحفاظ على الترتيب الدقيق للجينات على كروموسوم ينتقل من سلف مشترك. على الرغم من رفض العديد من علماء الوراثة استخدام هذا المصطلح.

إن تحليل التزامن من منطلق ترتيب الجينات له عدة تطبيقات في علم الجينوم. التصاحب الجيني المشترك هو أحد المعايير الأكثر موثوقية لتأسيس علم تركيب المناطق الجينومية في الأنواع المختلفة. بالإضافة إلى ذلك، يمكن للحفظ الاستثنائي للتزامن أن يعكس العلاقات الوظيفية الهامة بين الجينات.
على سبيل المثال، يتم الحفاظ على ترتيب الجينات في عنقودية النحت (Hox cluster)
وهي المحددات الرئيسية لخطة جسم الحيوان والتي تتفاعل مع بعضها البعض بطرق حرجة، وبشكل أساسي في جميع أنحاء مملكة الحيوان.
يستخدم التصاحب الجيني على نطاق واسع في دراسة الجينوم المعقد، حيث يسمح الجينوم المقارن بوجود الجينات وربما وظيفتها في كائن نموذجي أبسط لاستنتاج تلك الموجودة في كائن أكثر تعقيدًا. على سبيل المثال، يحتوي القمح على جينوم كبير ومعقد للغاية يصعب دراسته. في عام 1994 أظهر البحث الذي أجراه مركز جون إينيس في إنجلترا والمعهد الوطني للأبحاث الزراعية في اليابان أن جينوم الأرز الأصغر كان له بنية وراثية مشابهة لتلك الموجودة في القمح.  وجدت دراسة أخرى أن العديد من الحبوب متزامنة  وبالتالي يمكن استخدام نباتات مثل الأرز أو العشب كنموذج للعثور على الجينات أو العلامات الجينية ذات الأهمية التي يمكن استخدامها في تربية القمح والبحث. في هذا السياق، كان الترادف ضروريًا أيضًا في تحديد منطقة مهمة للغاية في القمح، وهو موقع PH1 الذي يشارك في استقرار الجينوم والخصوبة، والذي تم تحديده باستخدام معلومات من المناطق المتزامنة في الأرز والعشب.
 يستخدم التصاحب الجيني أيضًا على نطاق واسع في علم الجينوم الميكروبي. في المستجذريات والأمعائيات، تشفر الجينات المتزامنة عددًا كبيرًا من وظائف الخلية الأساسية وتمثل مستوى عالٍ من العلاقات الوظيفية.

يمكن أيضًا استخدام أنماط الفواصل المتزامنة أو الفواصل المتداخلة كأحرف لاستدلال العلاقات الجينية بين عدة أنواع، وحتى لاستنتاج تنظيم الجينوم لأنواع الأسلاف المنقرضة. يتم أحيانًا التمييز بين النوعي بين الحَكَم العظمي، والحفاظ على التشابه في أجزاء كبيرة من الكروموسوم، والحَقْنُ العَضَلِيّ، والحفاظ على التشابه لبضعة جينات فقط في كل مرة.

## الكشف عن طريق الحساب
يمكن استنتاج التوافق المشترك بين الأنواع المختلفة من تسلسلها الجينومي. يتم ذلك عادة باستخدام نسخة من خوارزمية MCScan ، التي تجد كتل متزامنة بين الأنواع من خلال مقارنة جيناتها المتماثلة والبحث عن أنماط مشتركة متداخلة مشتركة على مقياس كروموسومي أو مترابط. عادة ما يتم تحديد التماثلات على أساس درجات بت عالية التي تحدث بين الجينومات المتعددة. من هنا، يتم استخدام البرمجة الديناميكية لتحديد أفضل مسار لتسجيل الجينات المتجانسة المشتركة بين الأنواع، مع الأخذ بعين الاعتبار فقدان الجينات المحتمل والكسب الذي ربما حدث في التاريخ التطوري للنوع.